# Yohann Gozard
Yohann Gozard (né le 16 novembre 1977 à Montluçon) est un photographe plasticien français.

## Biographie
Après un cursus en arts appliqués à Nevers et Toulouse, Yohann Gozard oriente son travail vers la photographie plasticienne à partir de 2001.
Yohann Gozard vit et travaille à Toulouse de 1996 à 2018, puis à Sète, depuis 2019, et enseigne la photographie au MO.CO.ESBA à Montpellier depuis 2018.

## Démarche artistique
« Visions nocturnes et temps de pose longs […] sont la marque de ses images, […] car, plus que la représentation d'un lieu, le photographe cherche à transcrire la sensation d'être dans ce lieu, le temps qui s'écoule. Le jour et la nuit dans une même étreinte.
[…] Ses images suivent le […] parti pris […] de la photo contemplative, à rebours d'une "photo compulsive"[…] ».
« Le choix du registre nocturne des images adoptées par Yohann Gozard suggère la dimension fictionnelle de la photographie comme machine à rêver et comme image qui exsude du rêve […] déposé en elle… […] Avec une optique très personnelle, Yohann Gozard réalise des photographies habitées et vécues en équilibre sur les bords du paysage et de l’architecture […]. Le paysage est un milieu, à égale distance, dans l’espace et le temps, entre le jour et la nuit, la lumière et l’obscurité. […] Yohann Gozard incorpore le temps dans l’espace de la représentation avec la lumière et avec l’ombre corollaire. Il ne fait pas l’éloge d’une temporalité narrative mais d’une temporalité spatialisée, de la chair du visible, de l’ombre par la lumière et de la lumière dans l’ombre. ».

## Expositions personnelles(sélection)
- 2016 : Have Blue, Galerie Vasistas[3], Montpellier, France
- 2015 : Le paradoxe de la nuit noire[4], Galerie du Château d'eau, Toulouse, France
- 2014 : Chronotope[5], Maison Salvan, Labège, France
- 2011-2012 : Chercher la ville : Montauban, à la limite[6], présentée au Centre d'interprétation de l'architecture et du patrimoine de Montauban par le Musée Calbet (Grisolles), Montauban, France
- 2009 : Lumière noire [7], Galerie Spectrum SOTOS, Saragosse, Espagne
- 2008 : Pauses et Wonderpools, Galerie dix9, Paris, France
- 2007 : Pauses, Institut français, Valence, Espagne
- 2006 : Pauses, festival Mai-Photographies, Quimper, France
- 2006 : Pauses[8], Galerie du Château d'eau, Toulouse, France

## Expositions collectives(sélection)
- 2020 : Hinterland[9], Centre d’art et de photographie de Lectoure, France
- 2016 : Retour sur Mulholland Drive - Le minimalisme fantastique[10] La Panacée, Montpellier, France
- 2015 : Verse par les champs, Maison des Arts Georges et Claude Pompidou, Cajarc, France
- 2014 : (Phosphene)[11] Pleonasm, Bruxelles, Belgique
- 2013 : Ressources poétiques[12], Les Abattoirs, Toulouse, France
- 2010 : In the Night, Biennale de la photographie de Moscou, Fabrika[13] / Moscow House of Photography[14], Moscou, Russie.
- 2009 : (sur) impressions, Atelier Am Eck, Düsseldorf, Allemagne.
- 2008 : Foire Internationale d’Art Contemporain Slick Art Fair 2008[15], présenté par la Galerie dix9, Paris, France
- 2006 : Pauses et Contreformes, Moulin du roc[16], Niort, France